# Helga Guitton
Helga Guitton (Königsberg, Alemanya, 18 de desembre de 1942) és una locutora de ràdio i presentadora de televisió alemanya. Va ser discjòquei, entrevistadora per a la RTL i presentadora del Festival de la Cançó d'Eurovisió 1973.
Guitton va treballar per a RTL des de 1964 fins a 1994. A Ràdio Luxemburg va ser copresentadora de Tag Schatz, Tag Scherz amb Jochen Pützenbacher, qui més tard va recordar que treballaven tan bé junts que hi havia rumors que tenien un afer romàntic. El 1983 va insistir a coorganitzar un programa commemoratiu per a un company que havia mort de càncer, per donar-li suport moral, però es va posar a plorar. Va ser la presentadora del programa nocturn Viva – die Lust, zu leben, que incloïa concursos, entrevistes i música.
A la dècada de 1990 va treballar per a RTL plus, més tard RTL television; el 1988 es va comprometre amb Rainer Holbe per moderar un programa d'entrevistes sexy, "Kopfkissen-Gespräche bei Prominenten" (Pillow talk with VIPs); unes entrevistes que més tard va anomenar "Liebe ist..." va ser el seu treball més reeixit, mentre que Radio Telex va ser el seu major fracàs. La seva entrevista de 1985 amb un combatiu Klaus Kinski, que va menjar i beure sense parar, de la qual només es va emetre mitja hora, apareix al DVD Kinski Talks I, publicat per WDR el 2010.
L'any 1973, va ser la presentadora de la XVIII edició del Festival de la Cançó d'Eurovisió 1973, celebrat el dia 7 d'abril en el Théâtre Municipal de la ciutat de Luxemburg.
Després de deixar la ràdio, Guitton es va convertir en estilista.